# Deutsches Mikrofinanz-Institut
Das Deutsche Mikrofinanz Institut e. V. (DMI) unterstützt Beratungs- und Finanzierungsorganisationen (Gründerzentren, zielgruppenspezifische Beratungseinrichtungen, Wirtschaftsförderer, Stadtentwickler u. a.) in Deutschland beim Aufbau von lokalen, regionalen und bundesweit tätigen Mikrofinanzorganisationen. Dazu stellt es den Organisationen Trainingsmaßnahmen sowie Methoden und Instrumente für die Kreditbearbeitung und -begleitung zur Verfügung. Nach einem Akkreditierungsprozess als Mikrofinanzierer empfiehlt das DMI diese Organisationen an einen Haftungsfonds (Mikrokreditfonds Deutschland).
Sitz des im April 2004 gegründeten eingetragenen Vereins ist Berlin.
Das DMI fungiert als Apex-Organisation beim Aufbau eines Mikrofinanzsektors in Deutschland. Es unterstützt den Kapazitätsaufbau von lokalen Mikrofinanzorganisationen, führt für Investoren und Förderinstitutionen ein Benchmarking zum Erfolg der Kreditvergabe durch und fördert den Know-how-Transfer und die Vernetzung der Mikrofinanzorganisationen.